# Серанвиль
Серанви́ль (фр. Seranville) — коммуна во французском департаменте Мёрт и Мозель региона Лотарингия. Относится к  кантону Жербевиллер.	

## География
Серанвиль расположен в 36 км к юго-востоку от Нанси. Соседние коммуны: Жербевиллер на севере, Муаян на северо-востоке, Валлуа на востоке, Маттексе на юге, Жиривиллер и Веннезе на юго-западе, Ременовиль на западе.

## История
- Следы галло-романской усадьбы и следы периода Меровингов.

## Демография
Население коммуны на 2010 год составляло 99 человек.
| 1962 | 1968 | 1975 | 1982 | 1990 | 1999 | 2010 |
| ---- | ---- | ---- | ---- | ---- | ---- | ---- |
| 95   | 79   | 74   | 77   | 75   | 91   | 99   |

## Достопримечательности
- Церковь Сен-Эпвр XVIII века.